# Pomerano

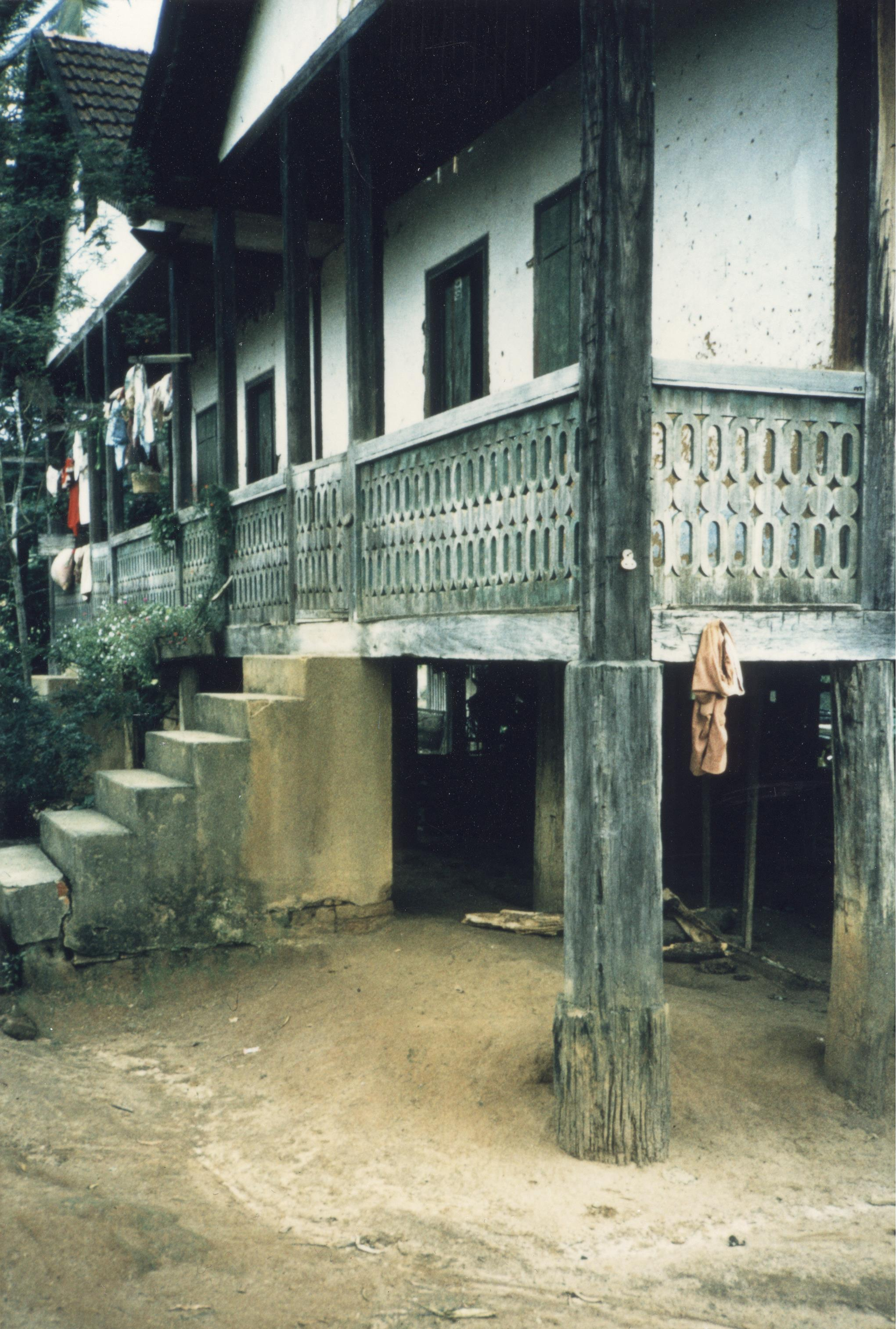
Traditionelles Siedlerhaus der Pomeranos in Espirito Santo (Brasilien), aufgenommen im Jahr 1983.

Pomerano („Pommersch“) oder brasilianisches Pommersch ist ein Dialekt des Ostniederdeutschen, der in Brasilien gesprochen wird, auf dem Ostpommerschen basiert, aber stark durch das (brasilianische) Portugiesisch beeinflusst wurde. Die Sprecher bezeichnen sich als Pomeranos („Pommern“).

## Hintergrund
Das Pomerano geht zurück auf die Einwanderung von Pommern nach Brasilien, die im 19. Jahrhundert ab 1859 einsetzte, und sich besonders in den 1870er Jahren intensivierte. Die Pomeranos siedelten dort auf dem Land und lebten in weiten Bereichen jahrzehntelang, z. B. in Espírito Santo, als abgeschiedene Kaffeebauern.
Zunächst sprach man in den Siedlungen gemäß Plattdeutsch, Unterrichts- und Kirchensprache in den zahlreichen evangelischen Gemeinden und Schulen war Hochdeutsch. Mit der Nationalisierungskampagne der Vargas-Ära beginnend 1938 wurde 1942 mit dem Kriegseintritt Brasiliens Deutsch als Unterrichtssprache verboten. Das Hochdeutsche wurde so zugunsten des brasilianischen Portugiesisch zurückgedrängt, das Ostpommersche blieb und erlebte Anfang des 21. Jahrhunderts sogar eine Revitalisierung. In der Gemeinde Santa Maria de Jetibá zum Beispiel wurde Pomerano zur co-offiziellen Sprache erhoben, und dort wird ein Radiosender mit dem Namen Pommer Rádio unterhalten. Des Weiteren ist ein Wörterbuch (mit 16.000 Begriffen) und ein Schulbuch entstanden. 2014 wurde ein Kinderbuch mit biblischen Geschichten in Pomerano herausgegeben, seit 2021 entsteht eine Bibelübersetzung ins Pomerano, die v. a. über YouTube veröffentlicht wird (siehe Weblinks unten). Pomerano wird heute in Espírito Santo, Minas Gerais, Rondônia (ab 1970), Santa Catarina und Rio Grande do Sul gesprochen.

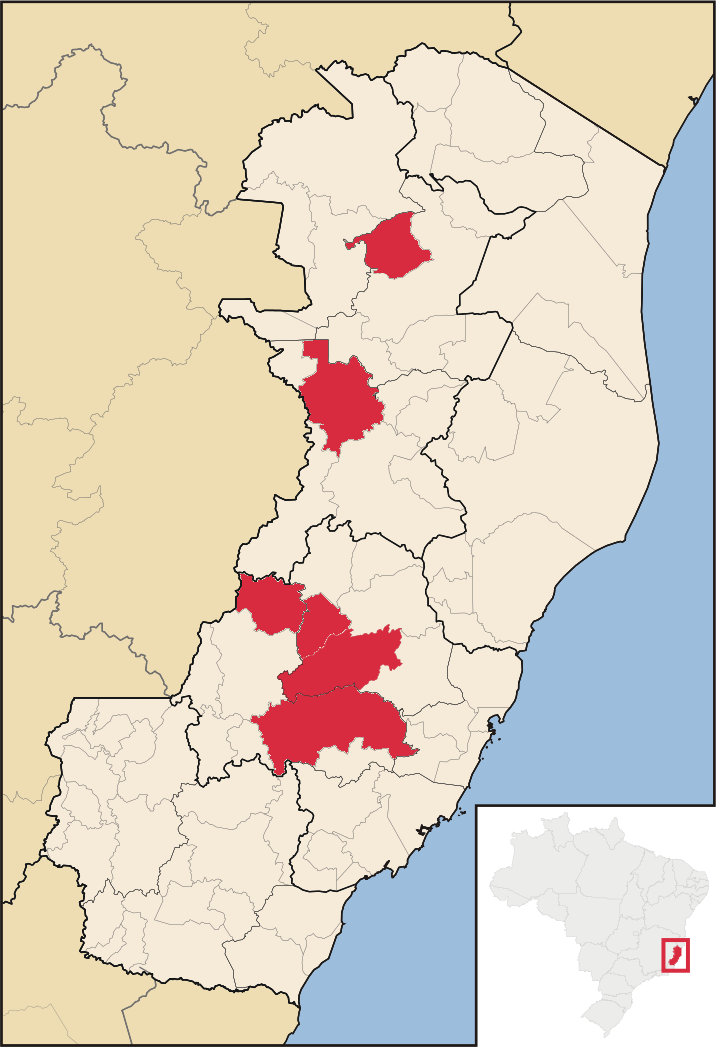
Gemeinden im Bundesstaat Espírito Santo, in denen das Pomerano neben dem Portugiesischen einen offiziellen Status hat.

Die Anzahl der Pomeranos liegt für Espirito Santo bei etwa 120.000, für ganz Brasilien bei ungefähr 300.000 Personen.

## Sprache
Das Pomerano hat viele fremdsprachige Ausdrücke übernommen, jedoch ist die Grammatik des ursprünglichen Zentral-Ostpommerschen sehr gut erhalten geblieben. Dennoch haben sich im Pomerano eigenständige Entwicklungen durchgesetzt, z. B. in der Infinitivalsyntax.
Sprachbeispiele:
′Mi hewas fatélt dat vel vo ous Lühr deich Zeitung ni lesa′ (Mir haben sie gesagt, dass viele unserer Leute diese Zeitung nicht lesen)
′Ik wi ok as wat schriva am Semeador.′ (Ich will auch etwas schreiben im/an den Semeador.)
′Wenn a Mesch krank wür, wür Kavera Tee kokt′ (Wenn ein Mensch krank wurde, wurde Wald-Tee gekocht.)
′Papa dei nana Vend rira un dei alles köpa.′ (Papa tat zu dem Laden reiten und tat alles kaufen.)
Die obigen Beispiele zeigen die charakteristischen lautlichen Besonderheiten, die das Niederdeutsche vom Hochdeutschen abheben:
Erhalt von germanisch p-t-k:
ik "ich"
ok "auch"
wat "(et)was"
kokt "gekocht"
köpa "kaufen"
Erhalt des intervokalischen Reibelauts:
schriva "schreiben"
Keine Diphthongierung von langem i
rīra "reiten"
schrīva "schreiben"

Die Beispiele zeigen außerdem einen Nasalschwund (ous "uns", Mesch "Mensch"), worin sich das Pomerano sowohl von den mittelpommerschen als auch von vorpommerschen Dialekten unterscheidet, sowie die Infinitivendung auf -a, die es mit historischen Varietäten des Ostpommerschen teilt, auf die es in erster Linie zurückgeht.
Wenn auch im Pomerano das Niederdeutsche deutlich zu erkennen ist, so ist doch durch viele hochdeutsche und brasilianisch-portugiesische Lehnwörter etwas Neues entstanden (Beispiele oben: Zeitung < hd. Zeitung, Semeador - Name einer Kirchenzeitung, Kavera < port. capoeira - ehemaliger Urwald mit neuen Pflanzen, Vend < port. venda - Laden).